# Take Me Back
Take Me Back è un brano musicale rock scritta da Bryan Adams e Jim Vallance fra il 1980 e il 1982;
la canzone è stata inserita nell'album Cuts Like a Knife e nel album live Live! Live! Live!  registrato al  Rock Werchter in Belgio nel 1988.
Ha raggiunto la posizione numero 21 della Billboard Top Tracks Chart nel 1983.

## Formazione
- Bryan Adams: Chitarra ritmica, voce
- Keith Scott: Chitarra solista
- Mickey Curry: batteria
- Dave Taylor: basso
- Tommy Mandel: Tastiere
- Lou Gramm:Cori
- Alfa Anderson: Cori

## Classifiche
| Classifica (1983)             | Posizione massima |
| ----------------------------- | ----------------- |
| Stati Uniti (mainstream rock) | 21                |